# Энгельс (авиабаза)
Энгельс — авиабаза ВКС России вблизи города Энгельс Саратовской области. Официальное название аэродрома — «Энгельс-2».
На авиабазе ранее дислоцировались 121-й гвардейский Севастопольский и 184-й тяжёлые бомбардировочные авиационные полки, имеющие на вооружении стратегические бомбардировщики Ту-160 и Ту-95МС соответственно. Оба авиаполка входили в состав 22-й гвардейской тяжёлой бомбардировочной авиационной Донбасской Краснознамённой дивизии.
В 2009 году дивизия переформирована в 6950 Гвардейскую авиационную базу (1 разряда).
По состоянию на 1 декабря 2010 года в состав 6950 авиационной базы входили:
- управление авиабазы (войсковая часть 06987, авиабаза Энгельс);
- авиационная группа (4 авиационных эскадрилий) (авиабаза Энгельс) — 16 самолётов Ту-160, 18 самолётов Ту-95МС;
- авиационная группа (3 авиационных эскадрильи) (Калужская область, авиабаза Шайковка).
- авиационная комендатура (Новгородская область, авиабаза Сольцы).

## История авиабазы

### Энгельс-1
В 1930 году в 1,5 км от города Энгельса, на пустыре, началось строительство военной школы лётчиков. Около 10 тысяч человек работали на стройке. 16 февраля 1932 года поднялся с аэродрома в воздух первый самолёт У-2 конструкции Н. Н. Поликарпова.
К 1936 году Энгельсская военная авиационная школа стала одной из лучших среди лётных школ страны. Обучение курсантов проходило на самолётах типа У-2, Р-5 и УСБ. До начала Великой Отечественной войны школа выпустила несколько тысяч лётчиков. Многие из них воевали в Испании, участвовали в боях на реке Халхин-Гол, а также в советско-финской войне 1939—1940. За участие в боевых действиях семи её воспитанникам было присвоено звание Героя Советского Союза.
В начале Великой Отечественной войны на вооружении школы находились самолёты По-2, СБ, Пе-2 и другие. В военные годы Энгельсской авиашколой были отправлены на фронт 14 авиаполков. Среди них были три женских авиаполка, которые сформировала майор Марина Раскова. 190 воспитанников школы за боевые подвиги были удостоены звания Героя Советского Союза.
После окончания войны Энгельсская военная школа лётчиков была переименована в училище, которое продолжало готовить кадры для ВВС страны.
До 1951 года полёты совершались на поршневых самолётах, а далее — на реактивных бомбардировщиках Ил-28.

### Энгельс-2
В начале 1950-х годов началось строительство нового аэродрома «Энгельс-2» с бетонной взлётно-посадочной полосой длиной свыше 3 км и шириной 100 м, в связи с чем к сентябрю 1954 года училище из Энгельса было перебазировано в город Тамбов. 15 декабря 1954 года была создана авиационная часть — 201-я тяжёлая бомбардировочная авиационная дивизия (201тбад). В её состав вошли 1096-й и 1230-й тяжёлые бомбардировочные авиационные полки (тбап). Комплектование частей соединения личным составом было осуществлено за счёт лучших специалистов частей Дальней авиации, выпускников военных училищ и академий. Новая бетонная ВПП была введена в эксплуатацию в 1955 году.
Первый бомбардировщик М-4 конструкции Мясищева прибыл в Энгельс 28 февраля 1955 года. В мае 1957 года получены первые модернизированные бомбардировщики 3М.
В 1957 году 10 бомбардировщиков М-4 вместе с экипажами и обслуживающим персоналом, были перебазированы на аэродром Украинка и составили основу 79тбап в составе 73тбад.
Постепенно бомбардировщики М-4 и 3М были переоборудованы в самолёты-заправщики. Дозаправка в воздухе значительно увеличивала дальность полёта бомбардировщиков, что расширяет возможности нанесения ударов по объектам вероятного противника. В начале 1970-х годов 1230-й тяжёлый бомбардировочный авиационный полк (1230тбап) был переименован в 1230-й авиационный полк самолётов-заправщиков (сокр. 1230апсз).
12 апреля 1961 года с аэродрома Энгельс вылетел вертолёт Ми-4, в задачу экипажа которого входило найти и подобрать первого космонавта земли Юрия Гагарина. Экипаж вертолёта Ми-4 первым обнаружил спускаемый аппарат, но Гагарина рядом не было; ситуацию прояснили местные жители, которые сказали, что Гагарин уехал на грузовике в город Энгельс. Вертолёт взлетел и взял курс на город. С его борта на дороге неподалёку от КПП ракетного дивизиона заметили автомашину, на которой Гагарин после доклада в части направлялся к спускаемому аппарату. Гагарин вышел из машины и махал руками, его подобрали, и вертолёт полетел на аэродром Энгельс, передав радиограмму: «Космонавт взят на борт, следую на аэродром».
На аэродроме в Энгельсе Гагарина уже ждали, у трапа вертолёта было всё руководство базы. Ему вручили поздравительную телеграмму Советского правительства. На автомобиле «Победа» Гагарина повезли на командно-диспетчерский пункт, а затем в штаб базы для связи с Москвой.
К полудню на аэродром Энгельс с Байконура прибыли два самолёта: Ил-18 и Ан-10, на которых прибыли заместитель командующего ВВС генерал-лейтенант Агальцов и группа журналистов. Пока в кабинете генерала И. К. Бровко в котором был аппарат правительственной связи обеспечивали связь с руководством страны, Гагарин давал интервью и фотографировался. С появлением связи он лично доложил Хрущёву (Первому секретарю ЦК КПСС) и Брежневу (Председателю Президиума Верховного Совета СССР) о выполнении полёта.
В 1985 году проведена реконструкция ВПП аэродрома.
Бомбардировщики 3М стояли на вооружении Дальней авиации до 1985 года, после чего были уничтожены в соответствии с договором о сокращении наступательных вооружений. Переоборудованные в заправщики 3МС-2 и 3МН-2 находились на вооружении значительно дольше — до конца 1993 года, после чего их сменили более совершенные Ил-78.
После распада Советского Союза 201тбад была преобразована в 22-ю гвардейскую Краснознамённую Донбасскую тяжёлую бомбардировочную авиационную дивизию.
На начало 1992 года Дальняя авиация России не имела в своём составе ни одного Ту-160 — все 19 построенных ракетоносцев базировались на украинской авиабазе Прилуки. В Казани на КАПО им. Горбунова в этот момент находилось в процессе постройки 13 самолётов. Три были в феврале-мае 1992 года переданы в состав 1096тбап, ещё два — в 1993 году, а ещё один — в начале 1994 года. На этом дело и остановилось из-за отсутствия финансирования. В 1995-м было решено 4 самолёта разобрать как находящиеся в низкой степени готовности, а три оставшихся — доделать, но долгое время планы по достройке не реализовывались. С авиабазы Прилуки стали переводиться пилоты, технические специалисты, обслуживавшие ранее Ту-160. Не желая второй раз проходить присягу, они выразили желание служить в Вооружённых силах России.
В 1994 году из Беларуси (аэродром Барановичи) в Энгельс был перевёден 203-й гвардейский Орловский авиационный полк. В 2000 году авиаполк перебазировался в Рязань, на аэродром Дягилево. После этого полк перешёл в подчинение 37-й воздушной армии ВГК (СН) и получил название 203-й отдельный гвардейский авиационный Орловский полк (самолётов-заправщиков).
В 1995 году на аэродроме базировались самолёты 3МД (121тбап), самолёты-заправщики 3МС-2 (1230апсз), эскадрилья Ту-160, насчитывавшая 6 самолётов (1096гв.тбап). Однако в том же году 1096гв.тбап был расформирован. Его преемником стал 121гв.тбап, получивший все самолёты Ту-160.
Начиная с 1993 года, Россия вела с Украиной переговоры по покупке стратегических бомбардировщиков, которые стали тяжёлым бременем для экономики Украины и не вписывались в оборонительную военную доктрину Украины. Такая договорённость была достигнута только в 1999 году. 20 октября 1999 года для приёмки 8 самолётов Ту-160 и 3 Ту-95 в Прилуки прибыла группа специалистов 37-й воздушной армии (37ВА) во главе с заместителем командующего Дальней авиацией генерал-майором Петром Казазаевым. Остальные 11 самолётов Ту-160 были уничтожены украинской стороной.
К 1 сентября 2000 года был сформирован 184тбап (с момента создания входит в состав 22тбад). Этот полк не стал преемником того 184 гв. тбап, который после развала СССР остался на Украине в Прилуках, так как знамя и регалии полка от Украины не передавались (несмотря на то, что украинский авиаполк уже был расформирован), и поэтому получил боевое знамя указом Президента России 17 октября 2005 года. Авиаполк оснащён стратегическими ракетоносцами Ту-95МС.

## Современное состояние
По состоянию на 2021 год авиабаза Энгельс — единственная, где базируются стратегические бомбардировщики Ту-160. Шесть машин были построены Россией после распада Советского Союза, ещё восемь были перегнаны своим ходом в ноябре 1999 — январе 2000 года из украинской базы в Прилуках в счёт погашения долга Украины за газ. Ещё два бомбардировщика были построены и переданы ВВС в 2000 и 2008 годах; они получили названия «Александр Молодчий» и «Виталий Копылов».
На 2021 год общее количество стратегических ракетоносцев Ту-160, состоящих на службе в Дальней авиации, составляет 16 единиц. Обсуждается вопрос о продолжении строительства самолётов.
Количество стратегических бомбардировщиков Ту-95 составляет примерно 20 единиц.
На авиабазе поддерживается постоянная боевая готовность. 17 августа 2007 года, после официального заявления Владимира Путина, общественности стало известно, что стратегические бомбардировщики будут нести постоянное боевое дежурство в отдалённых районах. Однако 27 августа 2007 года командующий 37-й воздушной армией Павел Андросов заявил, что самолёты Дальней авиации несут дежурство без ядерного оружия на борту. Кроме этого, генерал-майор Андросов сообщил, что маршруты патрулирования не изменились с 1960—1980-х годов — патрулируются северная и северо-западная части Атлантического океана, побережье Канады, Аляски и Алеутских островов, а также другие стратегические направления.
Регулярно появляется информация о случаях сопровождения истребителями НАТО российских бомбардировщиков над акваториями Северного Ледовитого и Атлантического океанов, а также близ побережья Аляски. В 2007 году истребители ПВО иностранных государств более 70 раз вылетали на перехват российских бомбардировщиков.
По итогам 2007 года авиабазу посетило свыше 200 представителей иностранных СМИ и свыше 1500 представителей российских СМИ.
В 2008 году плановые полёты продолжились.
29 апреля 2008 года на КАПО состоялась церемония передачи нового самолёта на вооружение Военно-воздушных сил Российской Федерации. Новый самолёт получил имя «Виталий Копылов» (в честь бывшего директора КАПО Виталия Копылова) и включён в состав 121-го гвардейского тбап. Планируется, что в 2008 году будут модернизированы три строевых Ту-160.
Стратегические бомбардировщики Ту-160 (б/н «02») и Ту-95МС приняли участие в воздушной части Парада Победы на Красной площади 9 мая 2008 года.
10 сентября 2008 года два бомбардировщика Ту-160 совершили перелёт с места базирования на аэродром Либертадор в Венесуэле, используя в качестве аэродрома подскока аэродром Оленегорск в Мурманской области. На части пути по территории России бомбардировщики-ракетоносцы сопровождались (в целях прикрытия) истребителями Су-27 Санкт-Петербургского объединения ВВС и ПВО, во время полёта над Норвежским морем российские бомбардировщики сопровождали два истребителя F-16 ВВС Норвегии, близ Исландии — два истребителя F-15 ВВС США. Полёт от места промежуточной посадки в Оленегорске до Венесуэлы занял 13 часов. На борту самолётов нет ядерного оружия, но имеются учебные ракеты, с помощью которых отрабатывается боевое применение.
Это первый в истории Российской Федерации случай использования самолётами Дальней авиации аэродрома, расположенного на территории иностранного государства. В Венесуэле самолёты совершили учебно-тренировочные полёты над нейтральными водами в акваториях Атлантического океана и Карибского моря. Оба бомбардировщика вернулись на авиабазу Энгельс 19 сентября 2008 года.
В 2010 году самолёты, базирующиеся на авиабазе, вновь приняли участие в воздушной части Парада Победы на Красной площади 9 мая 2010 года.
Командир 6950 авиационной базы с июня 2011 по май 2012 — полковник Костюнин Дмитрий Леонидович; с мая 2012 — генерал-майор Попов Владимир Александрович.
В 2012 году началась реконструкция аэродрома.
Реконструируемые объекты:
- 1-й пусковой комплекс:
- новая взлётно-посадочная полоса (3500 м длина х 60 м ширина);
- сеть соединительных рулёжных дорожек;
- водно-дренажная сеть;
- очистные сооружения ливневых стоков;
- установка средств навигации и управления движением.

В 2014 году авиабаза признана лучшим соединением дальней авиации ВВС России.
По состоянию на сентябрь 2015 года построена искусственная взлётно-посадочная полоса № 2 (размерами 3500×60 м, бетон), сеть соединительных рулёжных дорожек, кабельные переходы, радиотехническое и светосигнальное оборудование, периметровое ограждение (общей длиной 21 км), выполнен монтаж технических средств охраны периметра и систем видеонаблюдения. Работы 2 и 3 этапов реконструкции планируется закончить в декабре 2015 года.
С ноября 2015 года экипажи авиабазы принимают участие в Военной операции России в Сирии.
В феврале 2016 года новая ВПП 04П/22Л введена в эксплуатацию.

### Во время войны с Украиной
С февраля 2022 года экипажи авиабазы принимают участие во вторжении России на Украину, база используется для масштабных авиаударов по Украине, в том числе с использованием ракет Х-101. Удары наносятся по гражданским и инфраструктурным объектам в регионе. Авиабаза является критически важной для обеспечения вторжения на Украину
5 декабря 2022 года, на авиабазе были повреждены беспилотником по меньшей мере два бомбардировщика-ракетоносца Ту-95 на взлетно-посадочной полосе. При этом погибли трое российских военнослужащих и шестеро было ранено.
26 декабря 2022 года в 01:35 ночи по киевскому времени на авиабазе раздались взрывы. По официальной версии Российского МО, они были от ликвидации украинского военного беспилотного летательного аппарата, пролетевшего по РФ более 400 километров и сбитого над аэропортом таким образом, что от осколков погибли три и ранены четыре российских военных. После этого стратегические бомбардировщики Ту-95 обложили шинами, предположительно, чтоб попытаться спасти от дронов, а в октябре 2023 года на аэродроме стали рисовать бомбардировщики, вероятно, чтобы попытаться обмануть спутники.
В ночь на 8 января 2025 года нефтебаза аэродрома была атакована украинскими беспилотниками. Произошёл пожар. Пожар потушили через пять дней. В ночь на 14 января произошла новая атака дронов, нефтебаза снова загорелась.
20 марта 2025 года в результате атаки украинских БПЛА и взрывов мощной вторичной детонации на аэродроме был уничтожен склад авиационных боеприпасов.

## Реестр самолётов
В российской авиации в продолжение традиций, начатых в советской авиации в конце 20-х — начале 30-х годов XX века, некоторым самолётам присваиваются собственные имена. Ту-160 называют в честь Героев Советского Союза и людей, непосредственно связанных с Дальней авиацией, Ту-95МС — в честь городов.

### Ту-160
| Именные Ту-160 | Именные Ту-160        | Именные Ту-160                   | Именные Ту-160              |
| Б/н            | Название              | В честь кого назван              | Прим.                       |
| -------------- | --------------------- | -------------------------------- | --------------------------- |
| 01             | «Михаил Громов»       | Громов, Михаил Михайлович        | разбился в 2003 году        |
| 02             | «Василий Решетников»  | Решетников, Василий Васильевич   |                             |
| 03             | «Павел Таран»         | Таран, Павел Андреевич           |                             |
| 04             | «Иван Ярыгин»         | Ярыгин, Иван Сергеевич           |                             |
| 05             | «Александр Голованов» | Голованов, Александр Евгеньевич  |                             |
| 06             | «Илья Муромец»        | Илья Муромец                     |                             |
| 07             | «Александр Молодчий»  | Молодчий, Александр Игнатьевич   |                             |
| 08             | «Виталий Копылов»     | Копылов, Виталий Егорович        | принят 29 апреля 2008 года  |
| 10             | «Николай Кузнецов»    | Кузнецов, Николай Дмитриевич     | наречён 9 августа 2008 года |
| 11             | «Василий Сенько»      | Сенько, Василий Васильевич       |                             |
| 12             | «Александр Новиков»   | Новиков, Александр Александрович |                             |
| 14             | «Игорь Сикорский»     | Сикорский, Игорь Иванович        | наречён в августе 2012 года |
| 15             | «Владимир Судец»      | Судец, Владимир Александрович    |                             |
| 16             | «Алексей Плохов»      | Плохов, Алексей Александрович    |                             |
| 17             | «Валерий Чкалов»      | Чкалов, Валерий Павлович         |                             |
| 18             | «Андрей Туполев»      | Туполев, Андрей Николаевич       | [ 55 ] [ 56 ]               |
| 19             | «Валентин Близнюк»    | Близнюк, Валентин Иванович       |                             |

### Ту-95МС
| Именные Ту-95 | Именные Ту-95      | Именные Ту-95                  | Именные Ту-95                |
| Б/н           | Название           | Город, в честь которого назван | Прим.                        |
| ------------- | ------------------ | ------------------------------ | ---------------------------- |
| 10            | «Саратов»          | Саратов                        |                              |
| 11            | «Воркута»          | Воркута                        |                              |
| 12            | «Москва»           | Москва                         |                              |
| 15            | «Калуга»           | Калуга                         |                              |
| 16            | «Великий Новгород» | Великий Новгород               |                              |
| 19            | «Красноярск»       | Красноярск                     | наречён 22 августа 2010 года |
| 20            | «Дубна»            | Дубна                          | наречён 5 июля 2008 года     |
| 21            | «Самара»           | Самара                         | наречён 9 августа 2008 года  |
| 28            | «Севастополь»      | Севастополь                    |                              |

## Музей Дальней авиации
На авиабазе Энгельс расположен Музей Дальней авиации. Этот уникальный музей под открытым небом был открыт 6 сентября 2000 года. Ежегодно его посещают более 5000 человек.
В экспозиции музея находятся:
- самолёты: Ил-62, 3МС-2, Ан-2, Ан-12, Ан-24, Ту-95, Ту-22, Ту-134, Л-29, Л-39, Ту-22М3;
- крылатые ракеты: Х-55, Х-22НА, Х-20М, КСР-2УД;
- авиабомбы: ФАБ-9000М, ФАБ-5000М, ФАБ-3000М, ФАБ-1500М, ФАБ-500М, ФАБ-250М, ФАБ-250ТС, САБ-250Т, ОФАБ-250, НОСАБ-100ТК, ДОСАБ-100ТК;
- исторически ценные предметы: атрибутика Дальней авиации России, памятные фотографии, обломки редких самолётов.

В фондах музея содержатся также книги для отзывов, записи в которых оставляли президенты Б. Н. Ельцин и В. В. Путин.
Для музея выделено помещение, где представлены модели самолётов, стенды, иллюстрирующие историю Дальней авиации, приборные панели самолётов, авиационное вооружение.
Директор музея — майор запаса Сергей Александрович Воронов.

## Аварии и катастрофы
22 августа 1955 года произошла катастрофа бомбардировщика М-4. Сразу после взлёта на высоте 25-40 метров самолёт свалился на крыло и взорвался, ударившись о землю. Погибли все 8 членов экипажа.
26 июня 1956 года сразу после отрыва от ВПП упал на землю бомбардировщик М-4. Погиб экипаж в составе 6 человек.
18 октября 1967 года самолёт 3М при выполнении дозаправки получил повреждения трубопроводов гидро- и пневмосистем, произошёл помпаж второго и третьего двигателей, в отсеке второго двигателя возник пожар. Экипаж справился с нештатной ситуацией, пожар был потушен, выполнена посадка самолёта на фюзеляж на вспаханное поле в 2,3 км от ВПП.
13 мая 1975 года потерпел крушение стратегический бомбардировщик 3М. На высоте 5000 метров началось задымление самолёта, после чего произошёл взрыв. Погибли 6 человек.
8 августа 1984 года разбился ещё один 3М. В режиме набора высоты загорелся двигатель, самолёт потерял устойчивость и столкнулся с землёй. Погибли пять человек.
16 мая 1992 года при перелёте в Семипалатинск на высоте 8 тыс. 100 метров в 220 км восточнее Саратова над п. Октябрьский столкнулись два самолёта 3МС-2. 11 человек погибло. Всего экипаж двух машин составлял 14 человек. Один из заправщиков развалился в воздухе, никто из членов экипажа не спасся. Четверо лётчиков другого борта катапультировались. Трое, майор Сергей Челяпин, старшие лейтенанты Владимир Баев и Андрей Савко выжили, у четвёртого, капитана Александра Мостового, не сработало отделение от кресла. Эти самолёты накануне, 9 мая, участвовали в параде в Москве, где выполнили манёвр «смена ведущего и ведомого». При выполнении этого манёвра 16 мая 1992 года произошло столкновение.
18 сентября 2003 года в 11:04 московского времени стратегический бомбардировщик Ту-160 «Михаил Громов» с бортовым номером «01» разбился в Советском районе Саратовской области, в сорока километрах от аэродрома. Самолёт совершал плановый облёт после замены одного из четырёх двигателей. Катастрофа произошла из-за пожара на борту Ту-160 — загорелся один из двигателей под правым крылом. На борту машины находились четверо членов экипажа: командир Юрий Дейнеко, второй пилот Олег Федусенко, а также штурманы Григорий Колчин и Сергей Сухоруков. Все они погибли.